# Gercüş
Gercüş (kurdisch Kercews) ist eine Stadt und ein Landkreis in der türkischen Provinz Batman. Die Stadt beherbergt etwa 32 % der Landkreisbevölkerung. Die Bevölkerung besteht aus Kurden und Türken.
Bis 1926 lag die Stadt Gercüş im Landkreis Midyat in der Provinz Mardin. 1926 wurde in Mardin ein neuer Landkreis mit der Hauptstadt Gercüş eingerichtet. Durch das Gesetz 3647 wurde 1990 die Provinz Batman gegründet und Gercüş dieser Provinz zugeschlagen.
Der Landkreis hat mit 20,9 Einwohnern je Quadratkilometer die niedrigste Bevölkerungsdichte der Provinz. Er besteht neben der Kreisstadt (Merkez) noch aus der Kleinstadt Kayapınar (2144 Einwohner) und 58 Dörfern (Köy), die durchschnittlich von 189 Menschen bewohnt werden. 23 Dörfer haben mehr als 189 Einwohner. Das größte ist Kırkat (567 Einw.). In dem Kreis liegt auch das kleinste Dorf der Provinz: Serinköy mit 12 Einwohnern.
In den Dörfern leben überwiegend Kurden, außerdem sind in Kayapınar und Yenice Mhallami beheimatet. 

## Persönlichkeiten
- Mehmet Şimşek (* 1967), Politiker und Staatsminister